# Andrea Češková
Andrea Češková, née le 18 octobre 1971 à Prague, est une femme politique tchèque.
Membre du Parti démocratique civique, elle est députée européenne de 2009 à 2014. 